# Ahmed Patel
Ahmedbhai Mohammedbhai Patel (Bharuch, 21 de agosto de 1949 - Gurgaon, 25 de noviembre de 2020), más conocido como Ahmed Patel, fue un político indio, reconocido por haber sido miembro del Parlamento del Congreso Nacional de la India y secretario político de la Presidenta del Congreso, Sonia Gandhi.
Patel representó al estado de Guyarat durante ocho mandatos en el Parlamento de la India; tres veces en la cámara baja o Lok Sabha (1977-1989) y cinco veces en la cámara alta o Rajya Sabha (1993-2020). También fue el tesorero del Comité del Congreso de toda la India entre 2018 y 2020.

## Biografía

### Primeros años
Patel nació el 21 de agosto de 1949 en el seno de una familia de agricultores de Bharuch, hijo de Mohammed Ishikji Patel y Hawaben Mohammedbhai en el estado de Guyarat, en la India occidental. Su padre era un trabajador social y le inculcó sus valores políticos. Esto lo llevó a vincularse con el Congreso de la Juventud, el ala estudiantil del Congreso Nacional Indio.

### Carrera política
Patel comenzó su carrera como político participando en las elecciones de los órganos locales en el distrito de Bharuch de Guyarat en 1976. Fue seleccionado por la entonces primera ministra de la India Indira Gandhi en 1977 para participar en las elecciones de la sexta Lok Sabha de Bharuch, logrando el objetivo. Ganó además las elecciones de la Lok Sabha en 1980 y 1984 y siguió representando a Bharuch en el Parlamento hasta 1989. En 1985 se convirtió en el Secretario Parlamentario del entonces Primer Ministro Rajiv Gandhi. En 1987, en su calidad de miembro del Parlamento, ayudó a establecer la Autoridad de Gestión del Narmada para supervisar el Proyecto Sardar Sarovar. Fue nombrado secretario del Fondo Jawahar Bhavan en 1988 y se le atribuye haber completado la construcción del edificio gubernamental Jawahar Bhavan a tiempo para las celebraciones del centenario del nacimiento de Nehru.
En 2005, Patel fue admitido en el Rajya Sabha para su cuarto mandato. Aunque se le considera el principal estratega de Sonia Gandhi, eligió mantenerse al margen del gobierno de la Alianza Progresista Unida en la 14.ª y 15.ª Lok Sabha entre 2004 y 2014. Mantuvo un perfil bajo y evitó los medios de comunicación y la mirada del público. Patel es el segundo musulmán, después de Ehsan Jafri, en ser elegido diputado de la Lok Sabha en Guyarat.
Se desempeñó como secretario político de Sonia Gandhi, la presidenta del Congreso Nacional de la India, y ofició como secretario parlamentario del ex primer ministro Rajiv Gandhi en 1985. También había sido nombrado tesorero del Comité del Congreso de toda la India en 2018, en sustituyendo al principal miembro del partido Motilal Vora.
Su última elección a la Rajya Sabha en 2017 fue muy disputada, ya que los legisladores del estado de Guyarat fueron llevados al estado sureño de Karnataka para evitar la disidencia, y los desertores selectos fueron descalificados por revelar sus votos antes de emitirlos. Ésta terminó siendo la primera elección de Rajya Sabha en Guyarat que se disputó en décadas, mientras que los candidatos anteriores habían sido elegidos sin oposición.

### Legado
Durante el régimen del gobierno de la Alianza Progresista Unida entre 2004 y 2014, Patel fue uno de los principales estrategas, coordinadores y traductores entre el gobierno y el partido. En 2005 consiguió que se incluyera a Bharuch como uno de los cinco primeros distritos cubiertos por el proyecto Rajiv Gandhi Grameen Vidyutikaran Yojana, con el fin de impulsar la electrificación del distrito. El puente Sardar Patel para descongestionar el tráfico entre las ciudades gemelas de Bharuch y Ankleshwar también fue una de sus contribuciones a la región.

## Plano personal
Patel estuvo casado con Memoona Ahmed Patel desde 1976, con quien tuvo dos hijos. Era conocido por mantener un perfil bajo y rara vez interactuaba con los medios.
Falleció el 25 de noviembre de 2020 a los 71 años, debido a múltiples fallas en su organismo derivadas del COVID-19. Había sido admitido en el Hospital Medanta y se encontraba en una unidad de cuidados intensivos cuando le fue diagnosticada la enfermedad.